# Vermeulens molen
Vermeulens molen werd gebouwd in 1843, ter vervanging van een houten windmolen. De molen is gelegen in de Vlamertingsestraat, te Elverdinge. Het gebouw is eigendom van de familie Vermeulen/Smagghe.
Het is een korenmolen, met een zeer hoge romp

## Geschiedenis
De wieken werden in 1909 verwijderd en de molen werd mechanisch aangedreven. Tijdens de Tweede Wereldoorlog werd de molenromp als observatiepost gebruikt door de Duitse soldaten. Zij bouwden er nog enkele lagen bakstenen op om een nog beter overzicht over de streek te hebben.
De molenromp en de mechanische maalderij werden in 1993-1994 hersteld.
In 2008 deed zich een instorting voor van de derde verdieping. Door houtborende insecten heeft een balk het begeven. De schade zal hersteld worden.
De mechanische maalderij bleef bewaard en is ingericht op de benedenverdieping en op de eerste drie zolders. Er zijn nog drie koppels stenen, een buil, een haverpletter en een dieselmotor type L 25 PK aanwezig.

## Beschermd monument
De molen werd samen met de omgeving beschermd in 1975.
In 1980 werd ook het interieur beschermd.

## Praktische informatie
De molen heeft een hoogte van 29 meter en is daarmee de hoogste van West-Vlaanderen.
De molen kan nog steeds bezocht worden.

## Anekdote
De molen van Charles Vermeulen stond naast het nieuw aangelegde kasteelpark van graaf d'Ennetières. Die wilde de molen met omringende gronden kopen.
Beide eigenaars konden niet tot een akkoord komen. D’Ennetières plantte tientallen populieren op zijn grond, dicht bij de molen. Eens die voldoende grootte hadden konden de molenwieken geen wind meer vangen en zo was de molenaar verplicht zijn molen hoger te bouwen.
- Inventaris van het Bouwkundig Erfgoed (Vlaanderen): 30723